# Caix
Caix är en kommun i departementet Somme i regionen Hauts-de-France i norra Frankrike. Kommunen ligger i kantonen Rosières-en-Santerre som tillhör arrondissementet Montdidier. År 2022 hade Caix 699 invånare.

## Befolkningsutveckling
Antalet invånare i kommunen Caix
| Referens: INSEE |